# Јан Хо Јенту
Јан Хо Јенту (енгл. Ian Ho Yentou; Хонгконг, 25. април 1997) кинески је пливач који на међународној сцени представља Хонгконг, а чија специјалност су спринетрске трке слободним стилом. 

## Спортска каријера
Хо је почео интензивније да се бави пливањем након одласка на студије у Сједињене Државе, на Универзитету Вирџиније у Блексбургу. На међународној пливачкој сцени је дебитовао тек 2019, прво на Универзијади у Напуљу (7. место на 50 слободно), а потом и на Светском првенству које је те године одржано у корејском Квангџу. У Кореји се Хо такмичио у пет дисциплина, а најбољи појединачни резултат је остварио у квалификацијама трке на 50 слободно које је окончао на укупно 38. месту. Трку на 100 слободно је завршио на 51. позицији. Такође је пливао и за хонконгшке штафете на 4×100 слободно (24), 4×100 мешовито (27) и 4×100 слободно микс (16. место).